# أنديرس ستون
أنديرس ستون (بالإسبانية: Anders Stone)‏ هو رسام مكسيكي، ولد في 1964.